# Cảnh (nhạc cụ)

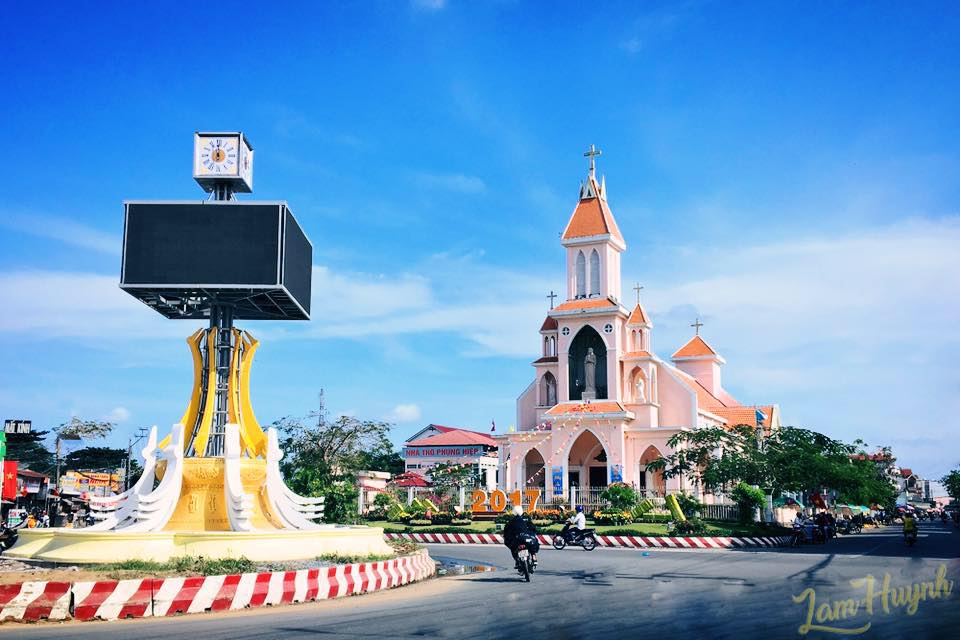
Cảnh

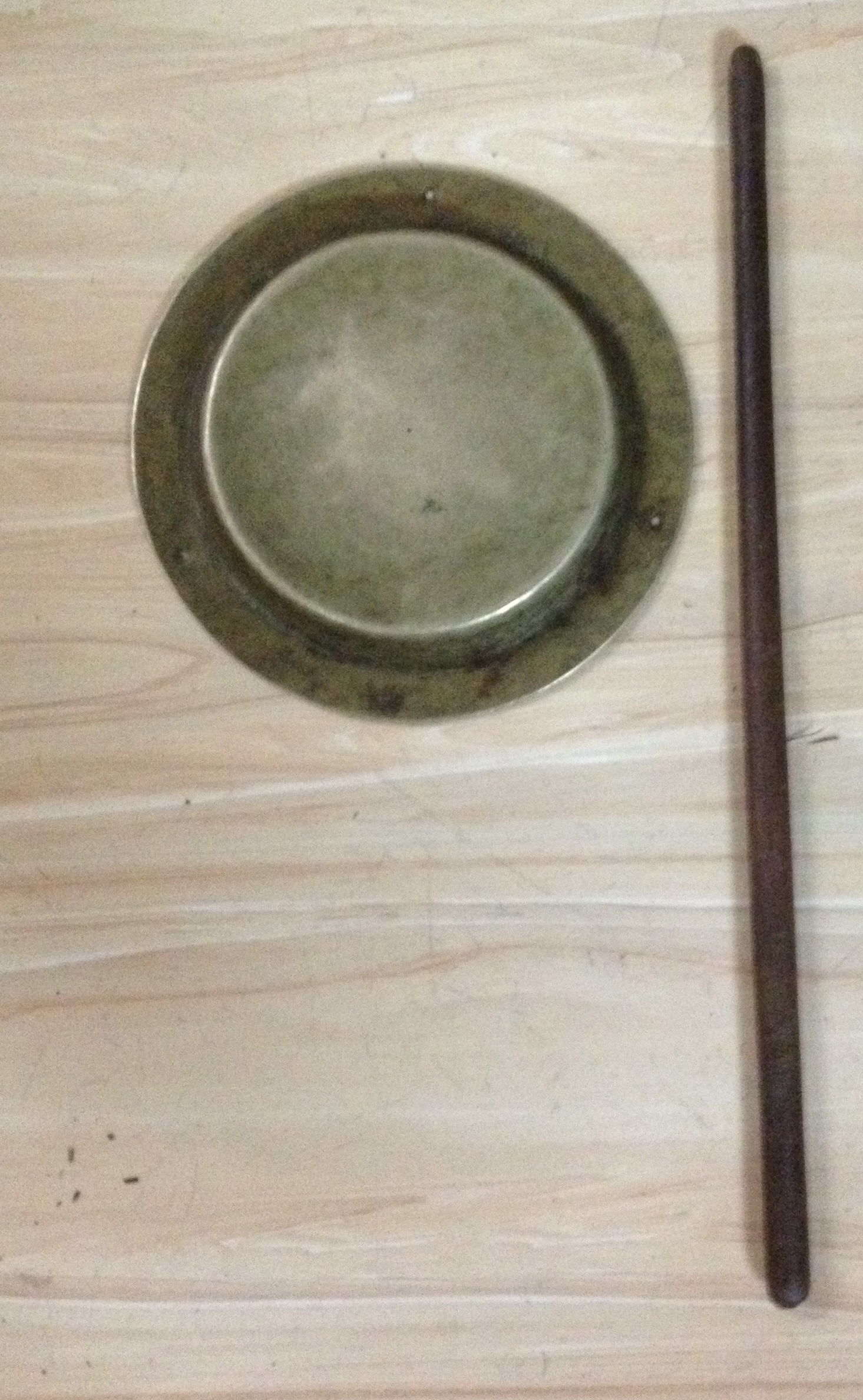

Cảnh hay Tiu cảnh là một loại nhạc khí tự thân vang của người Việt.

## Cấu tạo

Một cách gõ cảnh

Tiu cảnh gồm hai chiếc thanh la cỡ nhỏ làm bằng đồng thau, đường kính khoảng 10 cm, một chiếc thành thấp, một chiếc thành cao, với hai âm thanh cao thấp cách nhau quãng 5 đúng. Tiu cảnh được treo trong hai vòng tròn của một chiếc khung có tay cầm bằng gỗ hoặc để riêng làm hai phần tiu (thanh la thành thấp) và cảnh (thanh la thành cao).

## Kỹ thuật biểu diễn
Tiu cảnh được đánh bằng que tre có mấu. Khi biểu diễn nhạc công tay trái cầm tiu, tay phải cầm que gõ vào mặt thau hoặc để riêng tiu và cảnh rồi dùng hai que khác nhau gõ.

## Màu âm
Âm thanh của Tiu cảnh cao, vang, lảnh lót.

## Sử dụng
Cảnh tham gia trong ban nhạc hát vǎn, dàn bát âm, ban nhạc cúng lễ nhà chùa.